# Грб Доминиканске Републике
Грб Доминиканске Републике је званични хералдички симбол карипске државе Доминиканска Република.

## Опис грба
Грб се састоји из штита у чијој основи је бели равнокраки крст са наизменична 2 црвена и 2 плава поља (види Застава Доминиканске Републике), са чије хералдички леве стране је палмина грана а са хералдички десне маслинова гранчица. Изнад штита налази се плава трака на којој је исписан национални мото: Dios, Patria, Libertad (Бог, Отаџбина, Слобода). Испод штита је на црвеној траци (чији се крајеви понекад приказују и оријентисани нагоре) исписано Republica Dominicana. У центру штита је Библија, отворена на Јеванђеље по Јовану, 8:32, где пише Y la verdad os hará libres (И истина ће вас избавити), са малим крстом изнад. Са сваке стране Библије и крста налазе се по три копља од којих по два носе заставу Доминиканске Републике.
Грб се појављује и у средини заставе Доминиканске Републике.